# 平原公主 (唐昭宗之女)
平原公主（9世纪—10世纪），唐朝公主，是中国唐朝第十九代皇帝唐昭宗李晔的十一个女儿之一，生母为何皇后。
天復三年（903年）正月，劫持唐昭宗至鳳翔府的李茂貞以其子李繼侃娶平原公主，又将苏捡的女儿嫁与她的兄弟景王李祕为王妃，以巩固自己的地位。公主的母亲何皇后不同意婚事，但唐昭宗为了安身，决定委曲求全，并且说只要脱身不怕不能救出女儿，何皇后才同意。正月二十日，举行婚礼。婚礼在内殿举行，李茂贞坐在唐昭宗的东南，驸马李继侃的族兄弟们都面西而立，公主拜完李茂贞还一个个拜见他们。按原本礼制，婚礼上不该有李茂贞的座位，公主作为嫂子也不该拜小叔子。或是遵守同姓不婚的缘故，丈夫李继侃按其父李茂貞的本姓被称为宋侃。
婚礼后不久，父亲唐昭宗及其他皇族被交给朱温，回到长安。二月十六日，昭宗求朱温向李茂贞写信，让平原公主回到长安。李茂贞不敢违背，平原公主回到长安。次年，父亲唐昭宗被朱温胁至洛阳。不久，平原公主的父亲唐昭宗、兄长李𥙿、母亲何皇后都被朱温所杀，同胞兄弟李柷被立为帝，是为唐哀帝。907年，唐朝灭亡。次年唐哀帝也遇害。平原公主下落无记载。